# Ian Parrott
Ian Parrott (5 de marzo de 1916 – 4 de septiembre de 2012) fue un prolífico compositor anglo-galés y escritor de música. Sus distinciones incluyen el primer premio de la Royal Philharmonic Society por su poema sinfónico Luxor, y las comisiones de la BBC y la Universidad Yale, y para muchos músicos británicos más importantes. En 1958 su concierto en corno inglés primero fue realizado en el Cheltenham Festival, y en 1963 su concierto en violonchelo fue dada por William Pleeth y la Orquesta Hallé - Ambos conciertos fueron realizados por Sir John Barbirolli.

## Obras seleccionadas
Formación
- The Black Ram, Opera in 2 acts (1957); libretto by Idris Bell; Welsh text by T. H. Parry-Williams
- Once Upon a Time, Opera (1959)

Orquestal
- Pensieri for string orchestra (1950)
- Family Prelude and Fugue for strings and piano (1958)
- Symphony No. 2 (1960)
- Symphony No. 3
- Partita (1967)
- Harrow March (1970)
- Homage to Two Masters (1970)
- Reaching for the Light for chamber orchestra (1971)
- El Alamein, Symphonic Prelude
- Fanfare Overture
- Luxor, Symphonic Poem
- Romeo and Juliet, Solemn Overture
- Seithenin, Concert Overture
- Suite of Four Shakespeare Dances
- Three Moorish Princesses
- Variations on a Theme of Dufay
- Y fair (Three Ladies Suite)

Banda de viento
- Land of Song, Fantasia on Welsh Tunes (1969)

Concertante
- Concerto for English horn (cor anglais) and orchestra (1958)
- Concerto breve for cello and orchestra (1963)
- Concerto for trombone and wind band (1968)
- Concertino (1973)
- Concerto for piano and orchestra
- Prelude and Waltz for recorder or flute and string orchestra
- Sinfonia Concertante for recorder, solo violin, string orchestra and percussion
- Suite for violin and orchestra

Música de cámara
- Minuet for oboe and piano (1950)
- Aquarelle for clarinet or viola and piano (1952)
- Welsh Airs, Arrangements for 2 descant recorders with piano or harp ad libitum (1955)
- String Quartet No. 2 (1955)
- String Quartet No. 3
- Septete 1962 for flute, clarinet, 2 violins, viola, cello and piano (1962)
- String Quartet No. 4 (1963)
- Pantglas for violin and piano (1967)
- Two Dances for flute and piano (1969)
- Fresh about Cook Strait, Wind Quintet No. 2 for flute, oboe, clarinet, horn and bassoon (1970)
- Devil's Bridge Jaunt for cello and piano (1974)
- Fanfare and March for 2 trumpets, trombone and tuba (1976)
- Gleaming Brass, for 2 trumpets (or cornets), horn, trombone and tuba (1977)
- Rhapsody for trumpet and organ (1977)
- Fantasy-Sonata for clarinet and piano (1982)
- Kaleidoscope for violin, cello and piano (1985)
- Duetto for violin and viola (1986)
- Autumn Landscape for oboe and piano (1987)
- Duo for 2 guitars (1988)
- Fun Fugato and Awkward Waltz for bassoon and piano (1989)
- Arabesque and Dance for flute and piano (or treble recorder and harpsichord) (1990)
- Fantasising on a Welsh Tune: Dygan Caerws, Trio for recorder or flute, oboe and piano (1995)
- Portraits for treble recorder or flute and piano (1999)
- Rondo giocoso for bassoon and piano (1999)
- Dialogue and Dance for recorder and organ (2002)
- The Choral Preludes for cello and piano

Arpa
- Ceredigion, 3 Pieces with Interludes (1962)
- Soliloquy and Dance (1974)

Órgano
- Toccata in C major (1965)
- Suite [No. 1] (1977)
- Suite No. 2 (1986)

Piano
- Betinka, Romance (1940)
- Fanatasy and Allegro for 2 pianos (1946)
- Theme and Six Variants (1947)
- Westerham, Rhapsody (1948)
- Aspects (1975)
- Fantasy (1986)
- Theme from a Symphony for piano 4-hands (1986)

Vocal
- I heard a linnet courting for voice and piano (1948); words by Robert Bridges
- In Phaeacia for high voice and piano (1948); words by James Elroy Flecker
- Leaves for voice and piano (1949); words by Elizabeth Ward
- Dafydd y gareg wen for voice and piano (1969)
- Flamingoes for medium voice and piano (1973); words by Jane Wilson
- Two Thoughtful Songs for high voice and piano (1977); words by William Blake and Gerard Manley Hopkins
- No Complaints for voice and piano (1984)
- Eastern Wisdom, 3 Songs for voice and small orchestra (1987); words by Luo Yin, Rabindranath Tagore and from Ecclesiasticus
- Song of Joy for voice and piano (1988)
- Aphorisms and Arias of Death and Life for soprano, baritone and piano (1996)
- Nothing like Grog for voice and piano

Coral
- Psalm 91 for bass solo, chorus, semi-chorus and orchestra (1946); Biblical words
- Carol plygain (Dawn Carol) for mixed chorus and piano (1958)
- Can mewn bar salwn (Song in a Saloon Bar), Part-Song for male voices (tenor, baritone, 2 basses) and piano (1963); words by A. S. J. Tessimond; Welsh words by T. H. Parry-Williams
- The Song of the Stones of Saint David's for chorus and organ (1968)
- Offeren yn arddull canu gwerin (Welsh Folk-Song Mass) for unison chorus, organ or piano and percussion (1974)
- Surely the Lord Is in This Place, Introit for mixed chorus a cappella (1977)
- Money Talks for male chorus and piano (1978); words by A. S. J. Tessimond; Welsh translation by T. H. Parry-Williams
- My Cousin Alice for soprano, tenor, mixed chorus, piano and optional tape of North American birds (1982)
- Anthem of Dedication for mixed chorus and organ (1985)
- The Christ Child (The "Mother Christmas" Carol) for mixed chorus with piano or organ (1987); words by Barbara Bonner-Morgan
- My Sweetheart's Like Venus, Welsh Folk-Song arranged for baritone solo and mixed chorus (1987)
- Master Hughes of Saxe-Gotha (An Unknown Musician) for mixed chorus and piano (1987); words by Robert Browning
- Magnificat and Nunc dimittis, Setting for treble voices and organ (1987)
- Adam lay y bounden for unison voices and piano or organ (1990)
- Arglwydd ein Iôr ni (O! Lord Our Sovereign), Psalm 8 for mixed chorus a cappella (1993)

Literario
- Pathways to Modern Music (A. Unwin, 1947)
- A Guide to Musical Thought (Dennis Dobson, 1955)
- Method in Orchestration (Dobson, 1957)
- The Music of "An Adventure" (Regency Press, 1966)
- The Spiritual Pilgrims (Llandybie: C. Davies, 1969)
- Elgar (Dent, 1971)
- The Music of Rosemary Brown (Regency Press, 1978)
- Cyril Scott and His Piano Music (Thames Publishing, 1991)
- The Crying Curlew: Peter Warlock, Family & Influences, Centenary 1994 (Gomer, 1994)
- Parrottcisms: The Autobiography of Ian Parrott (British Music Society, 2003)

## Premios (selectos)
- 1977, John Edwards Memorial Award from the Guild for the Promotion of Welsh Music;
- 1994, the first recipient of the Glyndŵr Award for an Outstanding Contribution to the Arts in Wales.